# Jean-Marie Untaani Compaoré
Jean-Marie Untaani Compaoré (ur. 29 lipca 1933 w Saganyônyôgo, zm. 9 listopada 2024 w Wagadugu) – burkiński duchowny rzymskokatolicki, w latach 1995–2009 arcybiskup Wagadugu.

## Życiorys
Święcenia kapłańskie przyjął 8 września 1962. 17 maja 1973 został prekonizowany biskupem pomocniczym Wagadugu ze stolicą tytularną Lamzella. Sakrę biskupią otrzymał 28 października 1973. 15 czerwca 1979 został mianowany biskupem Fada N’Gourma, a 10 czerwca 1995 – arcybiskupem Wagadugu. 13 maja 2009 przeszedł na emeryturę.